# اندی مک فارلین
اندی مک فارلین (انگلیسی: Andy McFarlane؛ زادهٔ ۳۰ نوامبر ۱۹۶۶) بازیکن فوتبال اهل بریتانیا است.
از باشگاه‌هایی که در آن بازی کرده‌است می‌توان به باشگاه فوتبال تورکی یونایتد، باشگاه فوتبال پورتسموث، باشگاه فوتبال اسکانتورپ یونایتد، و باشگاه فوتبال سوانزی سیتی اشاره کرد.